# Zbigniew Szczurek
Zbigniew Stefan Szczurek (ur. 10 września 1932 w Gdyni, zm. 9 października 2023) – polski prawnik, sędzia, doktor nauk prawnych, specjalizujący się w prawie cywilnym. Ojciec Wojciecha Szczurka.

## Życiorys
Syn Kazimierza i Antoniny. W latach 1948–1949 więziony za przynależność do organizacji „Orlęta”. Absolwent prawa na Uniwersytecie Łódzkim (1955). Stopień doktora uzyskał w 1972 na Uniwersytecie Mikołaja Kopernika w Toruniu. Następnie pracował jako sędzia (w latach 1990–1998 był prezesem Sądu Wojewódzkiego w Gdańsku). W 1998 został kierownikiem Katedry Postępowania Cywilnego na Wydziale Prawa i Administracji Uniwersytetu Gdańskiego.
Autor licznych publikacji książkowych oraz artykułów z zakresu postępowania cywilnego.
Członek Związku Harcerstwa Polskiego (ma stopień harcmistrza). W latach 1991–1999 był przewodniczącym Komisji Historycznej Zarządu Głównego Związku Byłych Więźniów Politycznych.

## Wybrane publikacje
- Konspiracyjne organizacje niepodległościowe działające na Pomorzu Gdańskim w latach 1945–1955 w świetle akt byłego Wojskowego Sądu Rejonowego w Gdańsku (1994, wspólnie z Bogdanem Rusinkiem)
- Kodeks postępowania cywilnego. Postępowanie zabezpieczające i egzekucyjne. Komentarz (1994, redakcja)
- Encyklopedia Egzekucji Sądowej (1996, redakcja)
- Podstawy prawa cywilnego w świetle Kodeksu Cywilnego (1997)
- Prawo cywilne. Podręcznik dla studentów administracji (1999)
- Dzieje drugiej konspiracji niepodległościowej na Pomorzu Gdańskim w latach 1945–1955 (1999, wspólnie z Bogdanem Rusinkiem)
- Egzekucja sądowa w sprawach cywilnych. Część ogólna (2005)
- Konspiracja Niepodległościowa w Gdyni w latach 1945–1956 (2007, wspólnie z Bogdanem Rusinkiem)

## Odznaczenia
- Krzyż Oficerski Orderu Odrodzenia Polski (2017)[2]
- Krzyż Kawalerski Orderu Odrodzenia Polski (1987)[3]
- Złoty Krzyż Zasługi
- Srebrny Krzyż Zasługi
- Odznaka honorowa „Zasłużony Pracownik Państwowy”
- Krzyż Więźnia Politycznego 1939–1956
- Odznaka honorowa „Zasłużonym Ziemi Gdańskiej”
- Za Zasługi dla Gdańska
- Medal „Zasłużony dla Wymiaru Sprawiedliwości – Bene Merentibus Iustitiae” (2014)[4][5]